# Parallelverhalten
Als Parallelverhalten bezeichnet man in der Ökonomie die Art der Nachahmung, bei der sich Wettbewerber ohne individuellen Kontakt lediglich das Verhalten anderer Wettbewerber, etwa in einem transparenten Oligopol oder im Verhältnis zu einem Marktführer aneignen.
Zu speziellen Aspekten siehe auch Kollusion.